# Borgå gymnasium
Borgå gymnasium är det svenskspråkiga gymnasiet i Borgå.

## Historia
Borgå gymnasium grundades i Viborg år 1641 och hette då Viborgs gymnasium. Efter freden i Nystad 1721 då Viborgs län gick förlorat flyttades gymnasiet år 1723 till Borgå. Skolspråket var till början av 1700-talet latin, sedan svenska. Under 1900-talet hette skolan en viss tid Borgå lyceum. Borgå gymnasium upplevde en första storhetstid i slutet av 1700-talet då man hade många framstående lärare. Många av skolans elever på den tiden kom under 1800-talets första hälft att tillhöra kultureliten i landet. En andra storhetstid upplevde gymnasiet under Johan Ludvig Runebergs tid som lärare och rektor (1837-1857).
Borgå gymnasium är känt för sitt gamla bibliotek som år 1859 hade över 11 000 volymer och var det största gymnasiebiblioteket i Finland. Bland handskrifterna är de mest kända Stefan Löfvings dagböcker. Skolan har också naturvetenskapliga samlingar och en konstsamling.